# Buri, São Paulo
Buri là một đô thị ở bang São Paulo của Brasil. Đô thị này nằm ở vĩ độ 23º47'51" độ vĩ nam và kinh độ 48º35'34" độ vĩ tây, trên khu vực có độ cao 590 m. Dân số năm 2004 ước tính là 19.324 người.

## Địa lý

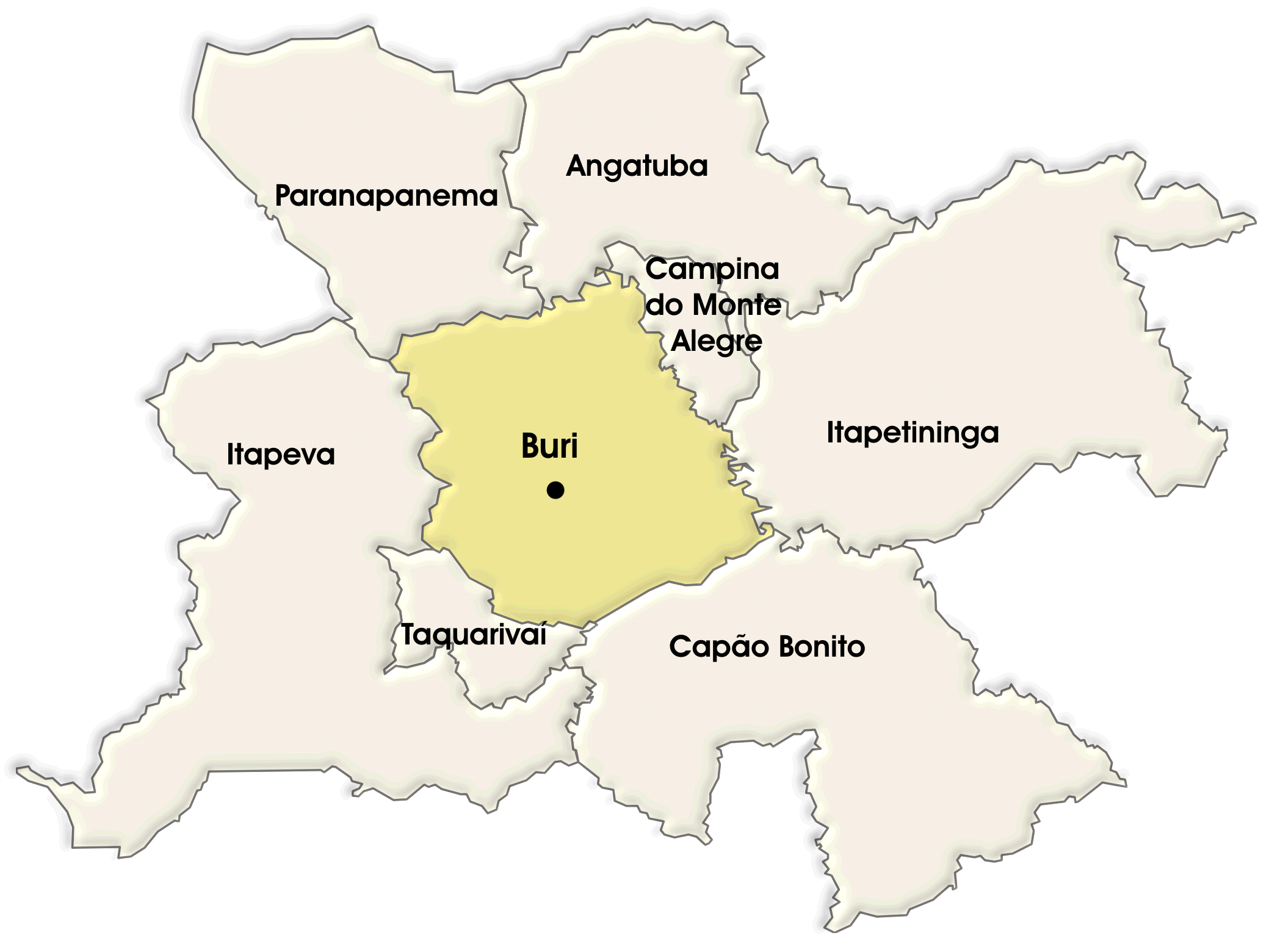
Bản đồ

## Thông tin nhân khẩu
Dữ liệu dân số theo điều tra dân số năm 2000
Tổng dân số: 17.629
- Dân số thành thị: 13.656
- Dân số nông thôn: 3.973
- Nam giới: 9.270
- Nữ giới: 8.359

Mật độ dân số (người/km²): 14,75
Tỷ lệ tử vong trẻ sơ sinh dưới 1 tuổi (trên một triệu người): 29,34
Tuổi thọ bình quân (tuổi): 65,27
Tỷ lệ sinh (số trẻ trên mỗi bà mẹ): 3,20
Tỷ lệ biết đọc biết viết: 86,96%
Chỉ số phát triển con người (HDI-M): 0,701
- Chỉ số phát triển con người - Thu nhập: 0,636
- Chỉ số phát triển con người - Tuổi thọ: 0,671
- Chỉ số phát triển con người - Giáo dục: 0,797

(Nguồn: IPEADATA)

### Sông ngòi
- Sông Apiaí-Guaçu
- Sông Paranapitanga

### Các xa lộ
- SP-189